# Ximenia americana
Espèce
Statut de conservation UICN

 LC  : Préoccupation mineure
Classification APG IV (2016)
Synonymes
- Cordia flavescens Aubl.
- Amyris arborescens P.Browne
- Heymassoli inermis Aubl.[1]
- Heymassoli spinosa Aubl.[1]
- Pimecaria odorata Raf.
- Ximenia aculeata Crantz[1]
- Ximenia americana var. argentinensis DeFilipps (es)[1]
- Ximenia americana var. elliptica Valeton[1]
- Ximenia americana fo. inermis (Aubl.) Engl.[1]
- Ximenia americana fo. inermis S.Moore[2]
- Ximenia americana var. inermis Hochst. (es)[1]
- Ximenia americana var. microphylla Welw. ex Oliv.[1]
- Ximenia americana var. oblonga DC.[1]
- Ximenia americana var. ovata DC.[1]
- Ximenia americana var. oxypyrena Chiov.[1]
- Ximenia americana var. sphaerica Chiov.[1]
- Ximenia arborescens Tussac ex Walp.[1]
- Ximenia elliptica G.Forst.[1]
- Ximenia exarmata F.Muell.[1]
- Ximenia fluminensis M.Roem.[1]
- Ximenia gabonensis Baill. ex Laness.[1]
- Ximenia inermis L.[1]
- Ximenia laurina Delile[1]
- Ximenia loranthifolia Span. (en)[1]
- Ximenia montana Macfad.[1]
- Ximenia multiflora Jacq.[1]
- Ximenia oblonga Lam. ex Hemsl.[1]
- Ximenia rogersii Burtt Davy[1]
- Ximenia russeliana Wall.[1]
- Ximenia spinosa (Aubl.) Lam. ex Forsyth f.[1]
- Ximenia spinosa Salisb.[2]
- Ximenia subscandens Griff.[1]
- Ximenia verrucosa M.Roem.[1]
- Ziziphus littorea Teijsm. ex Hassk.[1]

Ximenia americana est un arbre pantropical appartement à la famille des Ximeniaceae selon la classification APG IV (anciennement inclus dans la famille des Olacaceae), très répandu en Afrique de l'Ouest.

## Noms communs
Il porte de nombreux noms :
- en français : citron de mer[3],[4],[5], heymassoli épineux, macaby (Guyane), prune-épine, prunier de mer (Nouvelle-Calédonie), prunier canaque (Nouvelle-Calédonie)[6], mirabellier du désert[7].
- en anglais : buol, false santalwood, hog plum, mountain plum, seaside plum, spanish plum, tallowwood plum, wild olive (Jamaïque), yellow sanders.
- en espagnol : albaria (Argentine), albaricoque (Argentine), albarillo (Argentine), cagalero (Honduras), caimito de monte (Colombie), chocomico (Guatemala, Honduras), espino de brujo (Colombie), guayabo del diablo (Venezuela), jocomico (Nicaragua), limoncillo (Colombie, Pérou, Venezuela), manzana guayaba (Venezuela), manzanillo (Guatemala, Honduras, Salvador), membrillo de monte (Guatemala), pata (Argentine), pepenance (Amérique centrale), tigrito (Venezuela), tocote de monte (Guatemala), yana (Cuba).
- en baya : mi[8]
- en fufuldé : tchabuli, tchaboulé[7] ou tsaboulhi[8] (dont le nord du Cameroun).
- en guiziga : toumbori[8]
- en haoussa : tsada[8]
- en koma : gate[8]
- en massa : nourloude[8]
- en mofou : tendedez[8]
- en moundeng : bouré[8]
- en toupouri : ponrii[8]
- en pahouin (Gabon[9]) : elozy, zégué[10]
- au Galango Alto (Angola) : muhinge[10]
- vers Moçâmedes près des montagnes de Chela (Angola) : umpeque[10]
- au Congo : gengi[10]
- en portugais (Brésil) : ameixa, ameixeira do campo, espinha de maicha[6].
- au Mexique : alvarillo del campo[11].

## Étymologie
Le genre Ximenia est nommé en honneur de Francisco Ximenes de Luna, moine franciscain botaniste du XVIIe siècle (ne pas confondre avec Francisco Ximenes de Cisneros, lui aussi franciscain avant de devenir cardinal-archevêque de Tolède).

## Description
Stature

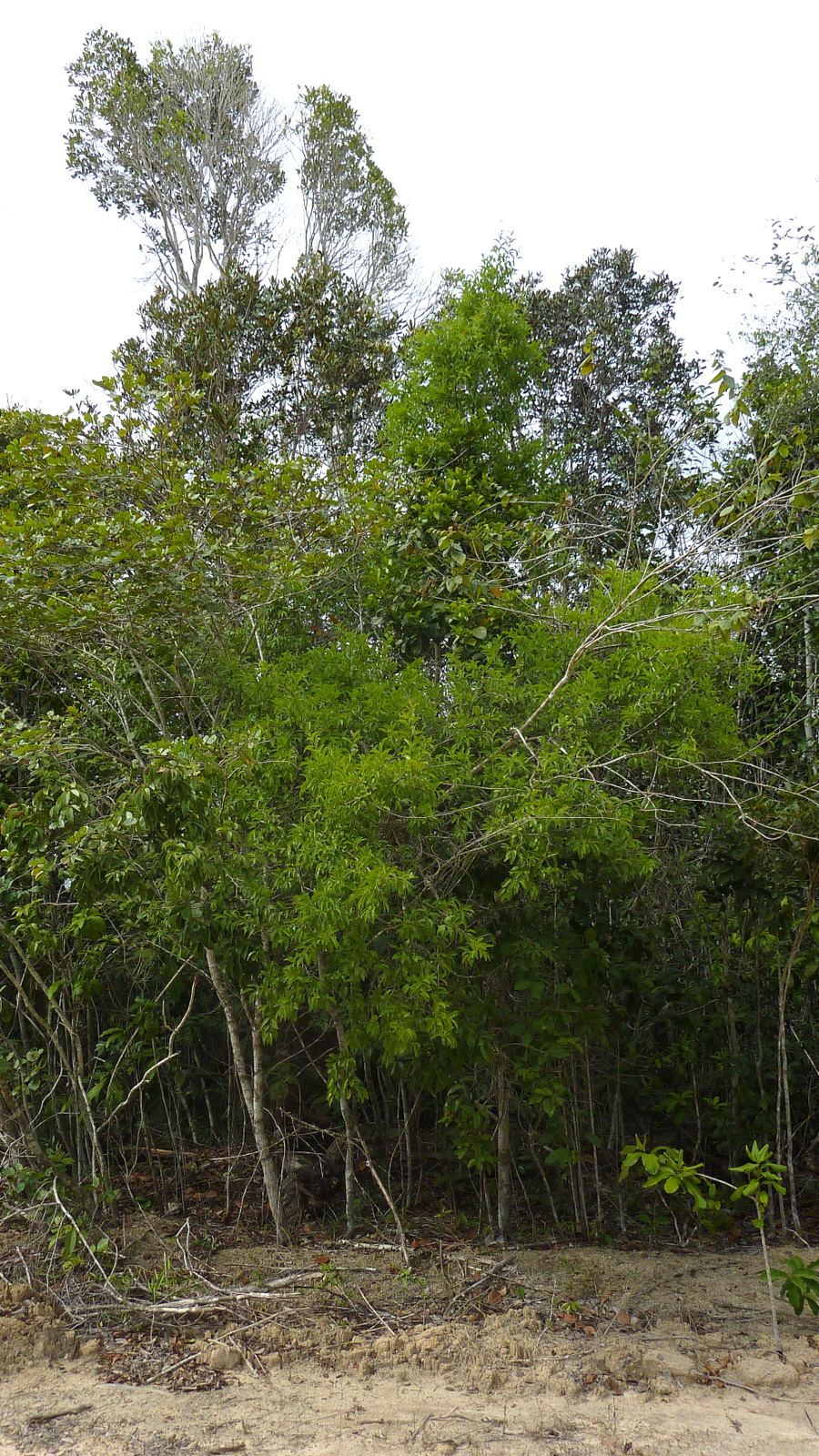

Ximenia Americana est un arbuste épineux ou un petit arbre pouvant atteindre 6 à 8 m de hauteur et 15 cm de diamètre.
Bois et écorce
L'écorce est crevassée et écailleuse, de couleur brune noirâtre à grise. Les rameaux sont glabres et lenticellés. Les épines, solitaires et très acérées, se localisent à la base des feuilles. Leur longueur varie de 1 à 1,5 cm.
Feuilles
Les feuilles sont alternes, avec un sommet arrondi ou en coin. Elles sont fréquemment repliées en gouttière le long de la nervure principale. Leur longueur varie de 3 à 9 cm.
Piquants
Selon André Rançon, les rameaux portent, en général, quelques dards acérés d’environ 3 cm au plus de longueur — mais ce caractère n’est pas constant.
Fleurs et fruits
Les fleurs sont regroupées en grappes très odorantes dont le parfum est comparable à celui des fleurs d’oranger. Elles apparaissent plutôt en deuxième partie de la saison sèche. Leur couleur va du blanc crème au jaune verdâtre. Le fruit, d’une taille de 2 à 3 cm de long, et de 1 à 2 cm de large est semblable à une prune. Sa forme est elliptique et sa couleur varie jaune à l'orange lorsqu'il arrive à maturité. Le fruit contient un noyau comportant une seule graine très riche en huile, jusqu'à 75 % de son poids .

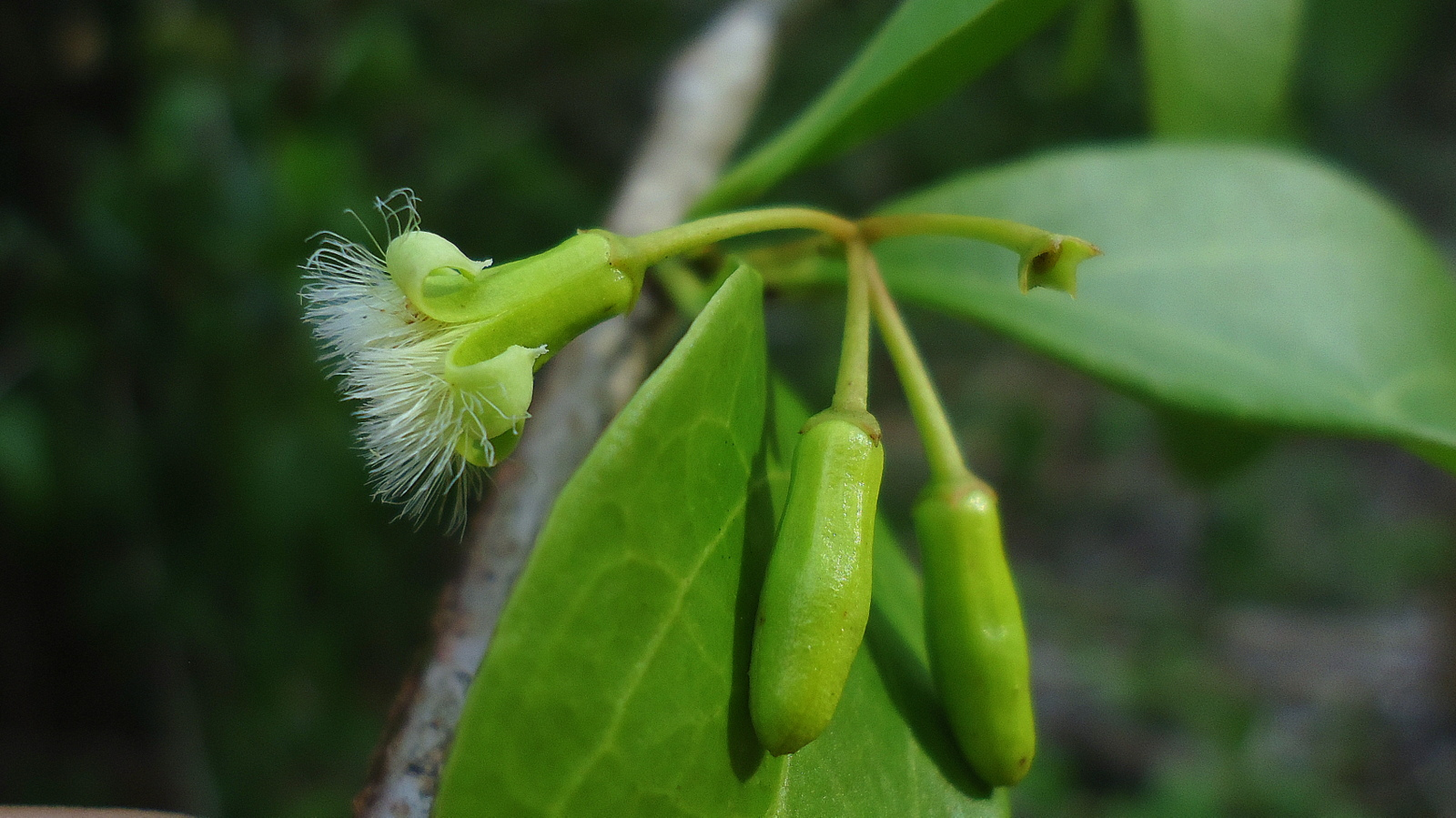
Fleur et boutons floraux
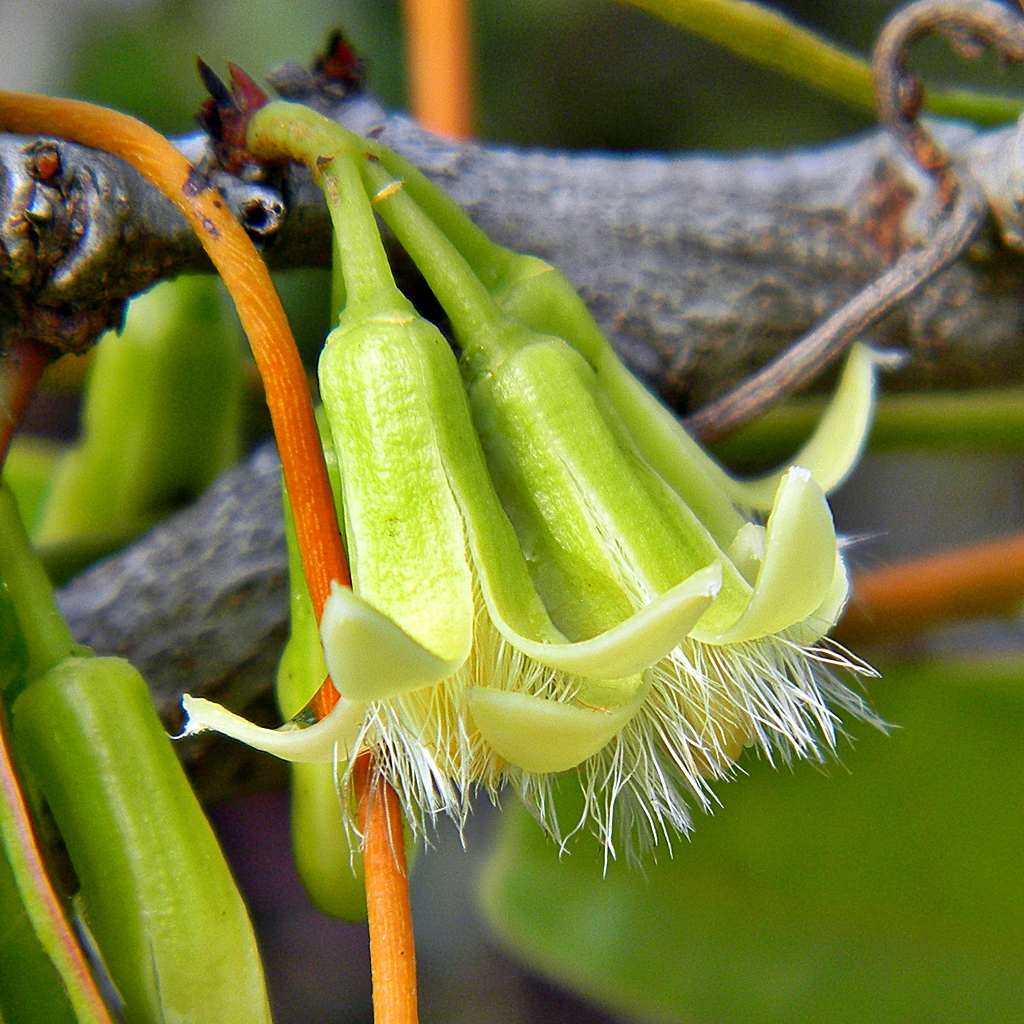
Fleurs
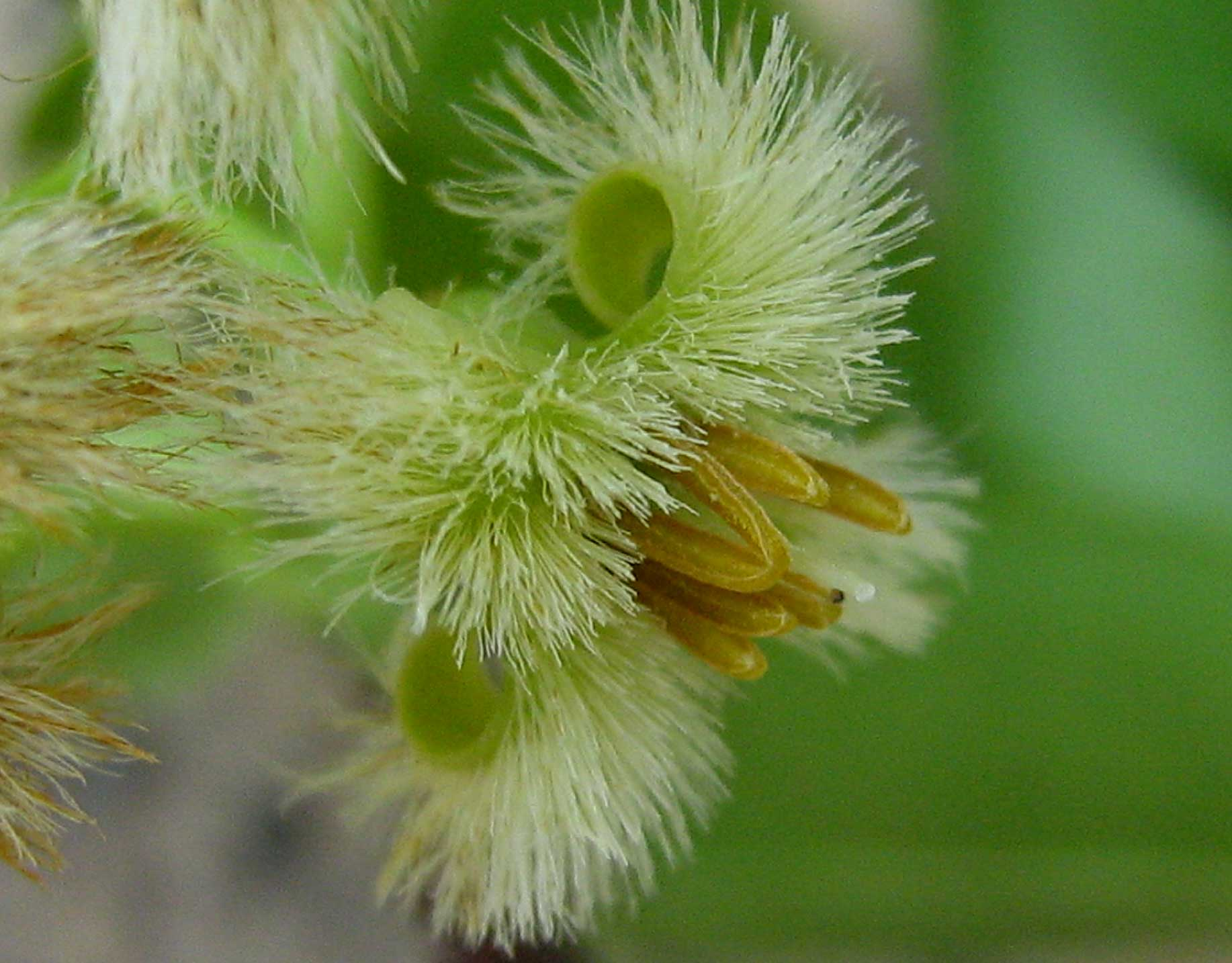
Fleur plus épanouie
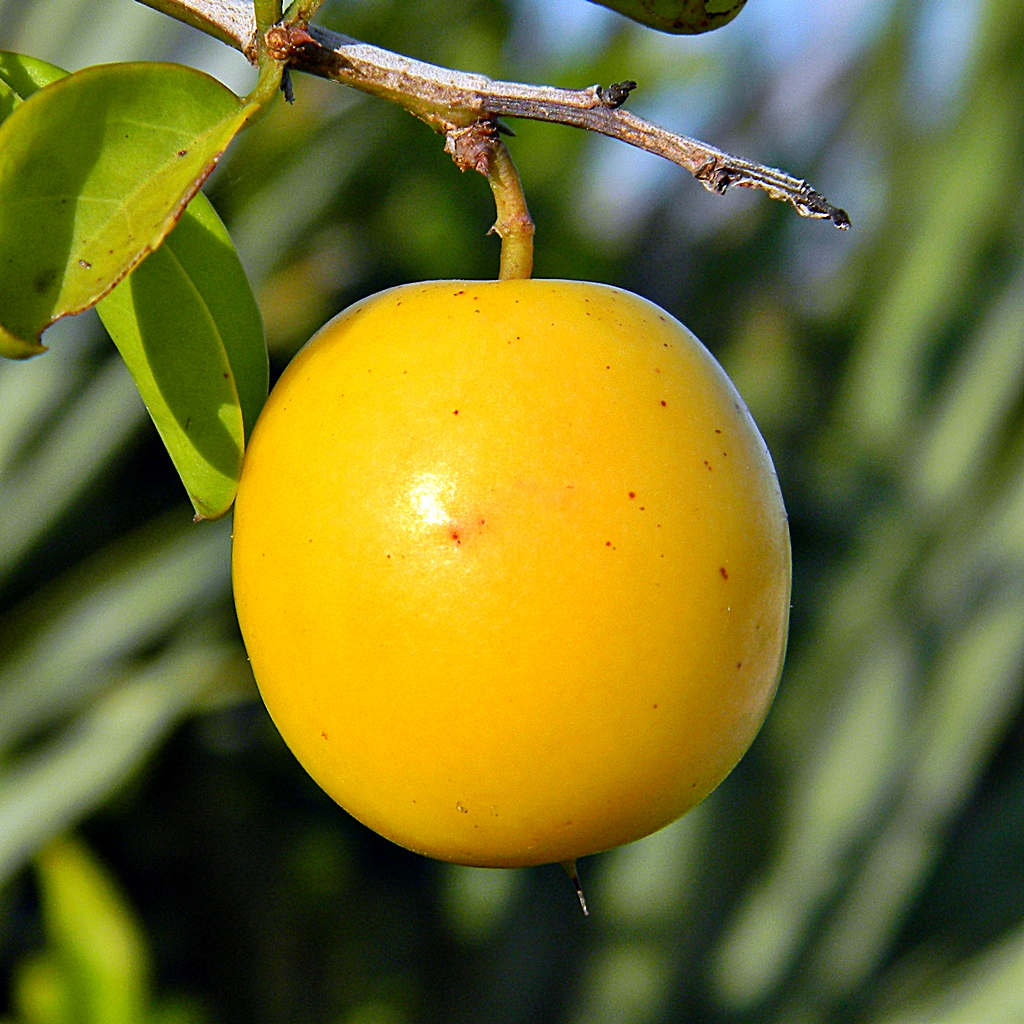
Fruit

## Répartition
On rencontre Ximenia americana dans presque toutes les régions tropicales du globe.
En Amérique, il pousse dans les zones côtières broussailleuses et zones de transition avant la forêt du Honduras au Brésil et à l'Argentine.
En Afrique, son aire de répartition s'étend à toute l'Afrique tropicale, du Sénégal à l'Angola et à l'Ouganda, dans les savanes, les galeries forestières, les sables et les taillis littoraux.

## Utilisations
Ximenia americana est une espèce végétale présentant un grand intérêt socio-économique. Toutes les parties de la plante sont utilisées par l'Homme : les racines, les feuilles, les fruits ainsi que le bois. L'amande de Ximenia americana est réputée toxique. Elle contient en effet de l'acide cyanhydrique.
Usages avérés en pharmacopée
L'infusion de feuilles soulage les maux d'estomac.
La macération de racines est employée dans la prévention et le traitement des problèmes cardiaques. Les racines bouillies utilisées en décoction servent à lutter contre l'anémie ou les problèmes gastriques.[réf. nécessaire] Selon Moloney, le fruit est légèrement laxatif et les graines sont purgatives. Mais Heckel, qui rassemble les points de vue de nombre d'auteurs, conclut que l'action purgative est propre à quelques variétés de cette espèce et cite Engler qui arrive à la même conclusion (la section citée est écrite par Warburg dans une publication en deux volumes dirigée par Adolf Engler) ; Heckel ajoute que « la variété océanienne dénommée par Forster Ximenia elliptica [synonyme de Ximenia americana], qui est décrite et figurée dans le Sertum austrocaledonicum de Labillardière (p. 34, tab. 37) […] passe, parmi les indigènes et les Européens, pour donner une graine purgative ».
La poudre de la plante, traditionnellement utilisée en Afrique pour traiter les cancers, contient des protéines avec des affinités au galactose (les cellules cancéreuses, comme toutes les cellules, ont besoin de glucose mais ne peuvent pas assimiler le galactose : si ce dernier est le seul produit glucidique fourni, ces cellules malades meurent par défaut de "carburant"). L'une des protéines de X. americana contient une série de 11 amino-acides identiques au peptide triptyque de la ricine, connue pour désactiver les ribosomes. Les protéines désactivant les ribosomes sont inhibitrices de la synthèse des protéines cellulaires (anti-tumeurs) en plus d'être anrivirales.
Usages alimentaires et culinaires
La pulpe du fruit, très acide et aromatique, est également riche en vitamine C est utilisée pour confectionner des confitures. Mise à fermenter, elle donne une boisson alcoolisée. L'amande est comestible crue {bien que réputée toxique ?!?} ou grillée ; on en extrait une huile utilisée en cuisine.
En Inden cette huile est utilisée comme substitut au ghee.
Usages agricoles, pastoraux et vétérinaires
Les arbres peuvent convenir en haie vive.
Usages domestiques, artisanaux et industriels
Le bois lourd et très dur est facile à travailler et à polir. Il s'utilise en menuiserie. Le bois est également employé comme combustible tandis que l’écorce sert au tannage des cuirs.[réf. nécessaire] Il est aromatique (odoriférant) et est utilisé dans l'ouest de l'Inde comme substitut au bois de santal,,.
Usages cosmétiques
L'huile tirée de l'amande de la graine est riche en acides gras, en vitamines ainsi qu'en anti-oxydants qui lui confèrent des propriétés réparatrices, protectrices et apaisantes. Elle est employée dans les soins du visage et des cheveux. Les Himbas de Namibie la mélange à de l'ocre rouge.[réf. nécessaire] Elle est également utilisée dans la confection de savons,, ainsi que pour l'éclairage.

## Culture
On le multiplie par graines. Elles nécessitent 50 à 70 jours pour lever.

## Histoire naturelle
La plante est décrite pour la première fois par Linné en 1753 dans Species plantarum, t. 2, p. 1193-94, sous le nom de Ximenia aculeata — qui pourtant est généralement attribué à Crantz (1766).
En 1775, le botaniste Aublet propose la diagnose suivante pour Heymassoli inermis (synonyme de Ximenia americana) :
« HEYMASSOLI (inermis). 

In eo tantùm diſſert quod aculcis careat. Flores expanſi odoram caryophyllorum aromaticorum exhalant. 

Florebat & fructum ferebat Maio. 

Habitat in littoribus arenoſis maritimis Courou & Sinémari. 

Nomen Caribæum HEYMASSOLI. »

« LE HEYMASSOLI épineux.

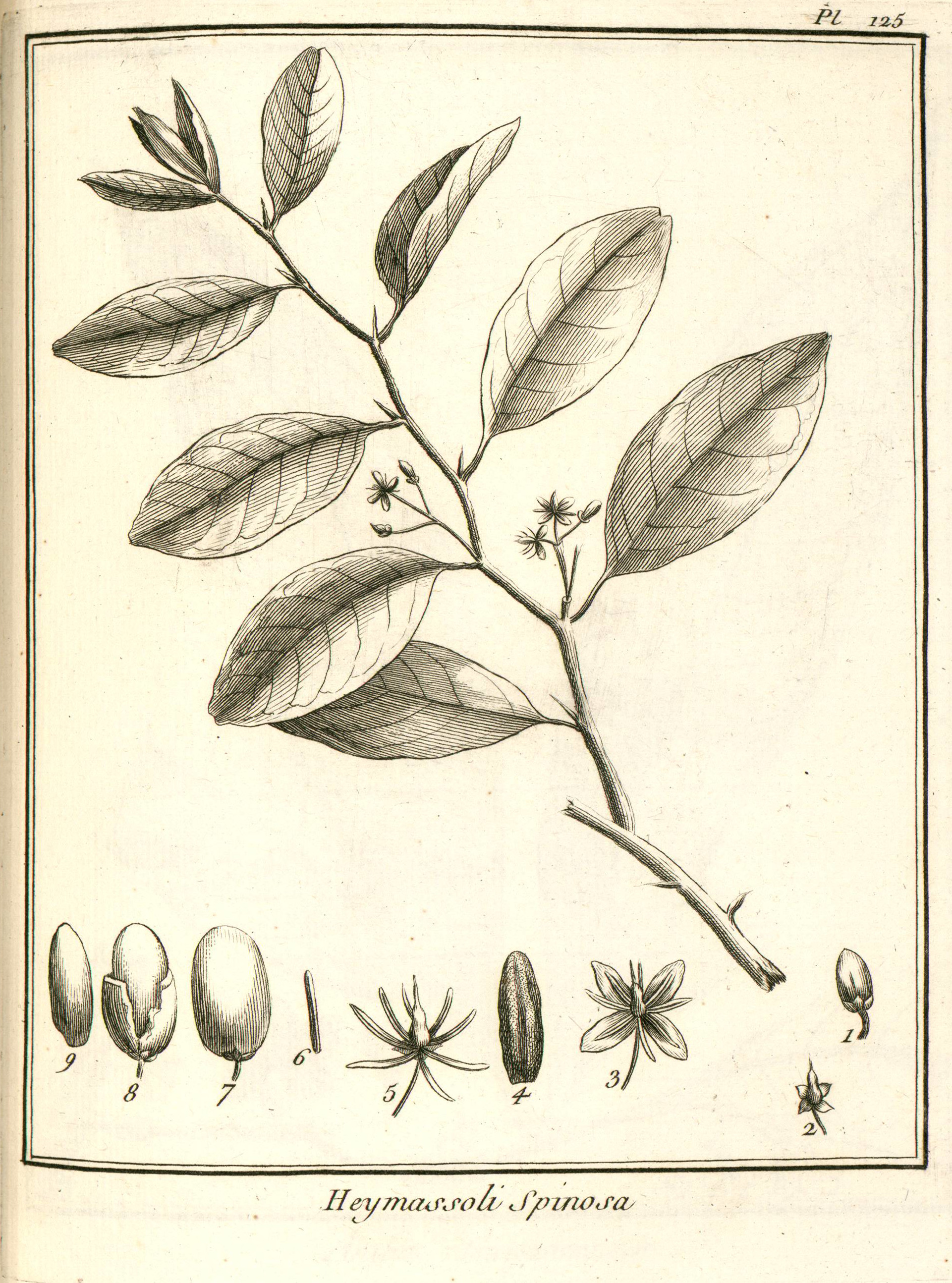
Heymassoli spinosa par Aublet (1775), planche 125 (vol. 3). Explication de la planche : 1. Bouton de fleur. - 2. Calice. Piſtil. - 3. Fleur ouverte. - 4. Pétale. - 5. Calice. Étamines. Ovaire. Style. Stigmate. - 6. Étamine. - 7. Baie. - 8. Partie de la baie coupée. Coque qui contient l'amande. - 9. Amande.

Cet arbre eſt de moyenne grandeur. Son tronc s'élève & cinq à ſix pieds, ſur cinq à ſix pouces & diamètre. Son écorce eſt brune, ridée & gerſée: ſon bois eſt blanchâtre. Il pouſſe à ſon ſommet des branches tortueuſes & rameuſes, qui s'étendent en tous ſens. Les rameaux ſont garnis de feuilles alternes, entières, vertes, molles, liſſes & ovales ; leur pédicule eſt court : les plus grandes ont deux pouces & demi de longueur, ſur un & demi de largeur. A l'aiſſelle de chaque feuille il a une épine courte, ligneuſe & aiguë. 

Les fleurs naiſſent auſſi a l'aiſſelle des feuilles ſur un pédoncule qui porte huit à dix petites fleurs. 

Le calice eſt d'une ſeule pièce, partagé en quatre petites parties. 

La corolle eſt à quatre pétales oblongs, verts en dehors, chargés en deſſus d'un duvet blanc & ſoyeux, attachés par un onglet entre les divisions du calice. 

Les étamines ſont au nombre de huit, rangées au deſſous de l'inſertion des pétales. Leur filet eſt très court. Les anthères ſont longues, à deux bourſes ſéparées par un ſillon. Ces fleurs n'ont quelquefois que trois pétales, & pour lors il y a ſix étamines. 

Le piſtil eſt un ovaire arrondi, oblong, ſurmonté d'un style court, terminé par un stigmate aigu. 

Cet ovaire en muriſſant devient une baie jaune, dont l'écorce eſt charnue, ſous laquelle eſt une amande renfermée dans une coque mince. L'écorce eſt aſtringente ; la coque eſt amère ; l'amande eſt douce & bonne a manger. Cette baie eſt de la figure & de la groſſeur d'une olive. 

Les fleurs de cet arbre, lorſqu'elles ſont bien épanouies, répandent une odeur de gérofle.
II y a une autre eſpèce de cet arbre qui diffère ſeulement parcequ'il n'a point d'épines ; du reſte il a le même port. Ce n'eſt peut-être qu'une variété. 

J'ai trouvé ces deux arbres ſur le bord ſablonneux de la mer, depuis Courou juſqu'à Sinémari. 

lis étoient en fleur & en fruit dans le mois de Mai. 

lis ſont appellés HEYMASSOLl par les Galibis. 

L'on a groſſi toutes les parties de la fleur. »

La plante est décrite par Adolf Engler dans Die Vegetation der Erde en 1915.